# إيكريم كاهيا
إيكريم كاهيا (بالهولندية: Ekrem Kahya) (9 فبراير 1978 بلاهاي في هولندا - ) هو لاعب كرة قدم هولندي في مركز الوسط. لعب مع أدو دين هاغ ودنيزلي سبور وغو أهد إيغلز وفي في في فينلو ونادي دوردريخت وكريينهوت.

## روابط خارجية
- إيكريم كاهيا على موقع اتحاد تركيا (لاعب) (الإنجليزية)
- إيكريم كاهيا على موقع قاعدة بيانات كرة القدم.إي يو (الإنجليزية)
- إيكريم كاهيا على موقع عالم كرة القدم.نت (الإنجليزية)